# Kruis voor Dapperheid van de Marine
Het Kruis voor Dapperheid van de Marine was een militaire onderscheiding van Zuid-Vietnam.
De Amerikaanse bondgenoten van het door communistische agressie bedreigde Zuid-Vietnam vergeleken het kruis met het Legioen van Verdienste van de Verenigde Staten. De Zuid Vietnamese regering verleende het kruis aan bondgenoten, maar alleen wanneer de slagvaardigheid van de Zuid-Vietnamese strijdmacht door de actie van de buitenlandse marine direct werd beïnvloed. Veel Amerikaanse matrozen en marine-officieren werden met het Vietnamese Kruis voor Dapperheid van de Marine onderscheiden.
Vietnamese marine-officieren en personeel van de Vietnamese marine kwamen voor het kruis in aanmerking wanneer zij zeegevechten hadden uitgevochten, zich verdienstelijk hadden gemaakt tijdens gevechten op zee of zich daarbij heldhaftig hadden betoond.
Het kruis werd in vier graden uitgereikt:
- Kruis voor Dapperheid van de Marine met Gouden Anker (gold anchor)
- Kruis voor Dapperheid van de Marine met Zilveren Anker (silver anchor)
- Kruis voor Dapperheid van de Marine met Bronzen Anker (bronze anchor)
- Kruis voor Dapperheid van de Marine

Het kruis is vergelijkbaar met de twee andere Vietnamese kruisen voor dapperheid
- Het Kruis voor Dapperheid (Gallantry Cross) dat hoger in rang was.
- Het Kruis voor Dapperheid in de Lucht (Air Gallantry Cross ) dat lager in rang was.